# Hans Jørgen Haysen
Hans Jørgen Haysen (født 14. januar 1976 i Kolding) er en dansk tidligere fodboldspiller og nuværende sportschef i SønderjyskE, hvor han tog over for Ole Nielsen i sommeren 2014. Tidligere har han været i administrationen i SønderjyskE, ligesom han også har været træner for U19 holdet.
Han blev pr. 1. Marts 2021 tilknyttet AGF, men stoppede den 4 marts.
Hans Jørgen blev i 2019 gift med Jane Gerber, som nu hedder Jane Gerber Haysen

## Karriere
I sin spillerkarriere, spillede han kant for blandt andet HFK Sønderjylland og senere FC Fredericia og på SønderjyskE's Danmarksserie-hold. Han spillede i Fredericia, fra 2005 til 2010 og i SønderjyskE fra 2010 til 2011 inden han fik fuldtidsjob i administrationen i klubben. 